# Reynaudia filiformis
Reynaudia es un género monotípico de plantas herbáceas perteneciente a la familia de las poáceas. Su única especie: Reynaudia filiformis (Spreng. ex Schult.) Kunth, es originaria de las Indias Occidentales.

## Sinonimia
- Polypogon cubensis A.Rich.
- Polypogon filiformis Spreng. ex Schult.[2]